# 1. deild Wysp Owczych (1978)
W roku 1978 odbyła się 36. edycja 1.deild (dziś, od 2012 roku zwanej Effodeildin), czyli pierwszej ligi piłki nożnej archipelagu Wysp Owczych. Obrońcą tytułu był klub TB Tvøroyri, który nie utrzymał pierwszego miejsca, musząc uznać wyższość zespołu HB Tórshavn.
Współcześnie w rozgrywkach Effodeildin uczestniczy 10 zespołów, jednak w roku 1978 było ich jedynie siedem. Sytuacja ta istniała od rozgrywek w roku 1976, kiedy to powiększono liczbę uczestników z sześciu. Stosunkowo świeżą, bo wprowadzoną również w 1976 roku, zasadą jest możliwość degradacji zespołu z siódmego miejsca do niższego poziomu rozgrywek. Tak też się jednak tym razem nie stało, ostatni zespół B36 Tórshavn pozostał w pierwszej lidze, albowiem na rozgrywki w 1979 powiększono liczbę uczestników do ośmiu.

## Uczestnicy
| Uczestnicy 1. deild 1977                                                                                      | Uczestnicy 1. deild 1977 | Uczestnicy 1. deild 1977 | Uczestnicy 1. deild 1977 |
| --- | ------------------------ | ------------------------ | ------------------------ |
| TB | TB Tvøroyri              | 1                        |                          |
| HB | HB Tórshavn              | 2                        |                          |
| VB | VB Vágur                 | 3                        |                          |
| ÍF | ÍF Fuglafjørður          | 4                        |                          |
| KÍ | KÍ Klaksvík              | 5                        |                          |
| B36 | B36 Tórshavn             | 6                        |                          |
| Awans z 2. deild 1977                                                                                         |                          |                          |                          |
| MB | MB Miðvágur              | 1                        |                          |
| Oznaczenia: - kolumna pierwsza – skróty nazw drużyn, - kolumna trzecia – miejsce zajęte w poprzednim sezonie. |                          |                          |                          |

## Rozgrywki

### Tabela ligowa
| Lp. | Drużyna         | M  | Z | R | P | Bramki | Bramki | Różn. | Pkt | Uwagi |
| --- | --------------- | -- | - | - | - | ------ | ------ | ----- | --- | ----- |
| 1   | HB Tórshavn (M) | 12 | 8 | 4 | 0 | 25     | 13     | +12   | 20  |       |
| 2   | TB Tvøroyri     | 12 | 9 | 1 | 2 | 33     | 11     | +22   | 19  |       |
| 3   | VB Vágur        | 12 | 5 | 3 | 4 | 21     | 22     | −1    | 13  |       |
| 4   | ÍF Fuglafjørður | 12 | 4 | 3 | 5 | 17     | 15     | +2    | 11  |       |
| 5   | KÍ Klaksvík     | 12 | 1 | 7 | 4 | 15     | 20     | −5    | 9   |       |
| 6   | MB Miðvágur     | 12 | 1 | 5 | 6 | 15     | 30     | −15   | 7   |       |
| 7   | B36 Tórshavn    | 12 | 1 | 3 | 8 | 12     | 27     | −15   | 5   |       |

### Wyniki spotkań
| Gospodarz \ Gość | B36 | HB  | ÍF  | KÍ  | MB  | TB  | VB  |
| B36 Tórshavn     |     | 0:2 | 0:2 | 0:0 | 2:2 | 0:2 | 1:5 |
| HB Tórshavn      | 2:0 |     | 2:1 | 2:1 | 2:2 | 3:2 | 1:1 |
| ÍF Fuglafjørður  | 3:2 | 1:1 |     | 0:1 | 4:0 | 1:3 | 3:0 |
| KÍ Klaksvík      | 2:2 | 2:2 | 1:1 |     | 3:3 | 0:0 | 3:3 |
| MB Miðvágur      | 1:2 | 2:4 | 1:1 | 2:1 |     | 0:7 | 1:2 |
| TB Tvøroyri      | 4:2 | 1:2 | 2:0 | 3:0 | 1:0 |     | 4:2 |
| VB Vágur         | 2:1 | 0:2 | 2:0 | 2:1 | 1:1 | 1:4 |     |

Aktualne na 9 sierpnia 2012. Źródło: FaroeSoccer.com
Objaśnienia:
1Drużyna gospodarzy jest wymieniona po lewej stronie tabeli.
Kolory: zielony – zwycięstwo gospodarzy, żółty – remis, różowy – zwycięstwo gości.